# Championnat d'Europe de course scratch masculin (juniors)
Pour les articles homonymes, voir Championnat d'Europe de course scratch.
Le Championnat d'Europe de course scratch masculin juniors est le championnat d'Europe de course scratch organisé annuellement par l'Union européenne de cyclisme pour les cyclistes âgés de 17 et 18 ans. Le championnat organisé depuis 2003, a lieu dans le cadre des championnats d'Europe de cyclisme sur piste juniors et espoirs.

## Palmarès
| Année | Or                   | Argent                | Bronze                |
| ----- | -------------------- | --------------------- | --------------------- |
| 2003  | Dmytro Grabovskyy    | Filip Ditzel          | Nikolai Trussov       |
| 2004  | Alexey Bauer         | Kim Marius Nielsen    | Alain Lauener         |
| 2005  | Matthew Rowe         | Filip Hanslian        | Jonasz Krysztofik     |
| 2006  | Elia Viviani         | Vincent Dauga         | Gerrit Peetoom        |
| 2007  | Michael Vingerling   | Peter Kennaugh        | Roy Pieters           |
| 2008  | Claudio Imhof        | Konstantin Kuperasov  | Vitaly Barbas         |
| 2009  | Bryan Coquard        | Dario Sonda           | Christopher Whorrall  |
| 2010  | Romain Le Roux       | Michele Scartezzini   | Bryan Coquard         |
| 2011  | Yoän Vérardo         | Marc Sarreau          | Samuel Lowe           |
| 2012  | Francesco Castegnaro | Christopher Latham    | Jakub Mareczko        |
| 2013  | Maxim Andreev        | Rui Oliveira          | Zísis Soúlios         |
| 2014  | Attilio Viviani      | Gabriel Cullaigh      | Rui Oliveira          |
| 2015  | Edgar Stepanyan      | Maksim Piskunov       | Vitali Prakapchuk     |
| 2016  | Jules Hesters        | Felix Happke          | Oleksandr Krivich     |
| 2017  | Daniel Babor         | Filip Prokopyszyn     | Michele Gazzoli       |
| 2018  | Arthur Senrame       | Filip Prokopyszyn     | Panagiotis Karatsivis |
| 2019  | Denis Denisov        | Tim Wafler            | Raúl García Pierna    |
| 2020  | Loe van Belle        | Noah Vandenbranden    | Laurin Drescher       |
| 2021  | Phillip Mathiesen    | Lorenzo Ursella       | Jakub Lewandowski     |
| 2022  | Rafaël Delhomme      | Lorenzo Anniballi     | Jed Smithson          |
| 2023  | Davide Stella        | Ramazan Yilmaz        | Pablo Laruelle        |
| 2024  | Heorhii Chyzhykov    | Davide Stella         | Nolan Huysmans        |
| 2025  | Jacopo Vendramin     | Maximilian Fitzgerald | Matvei Iakovlev       |